# Danelectro

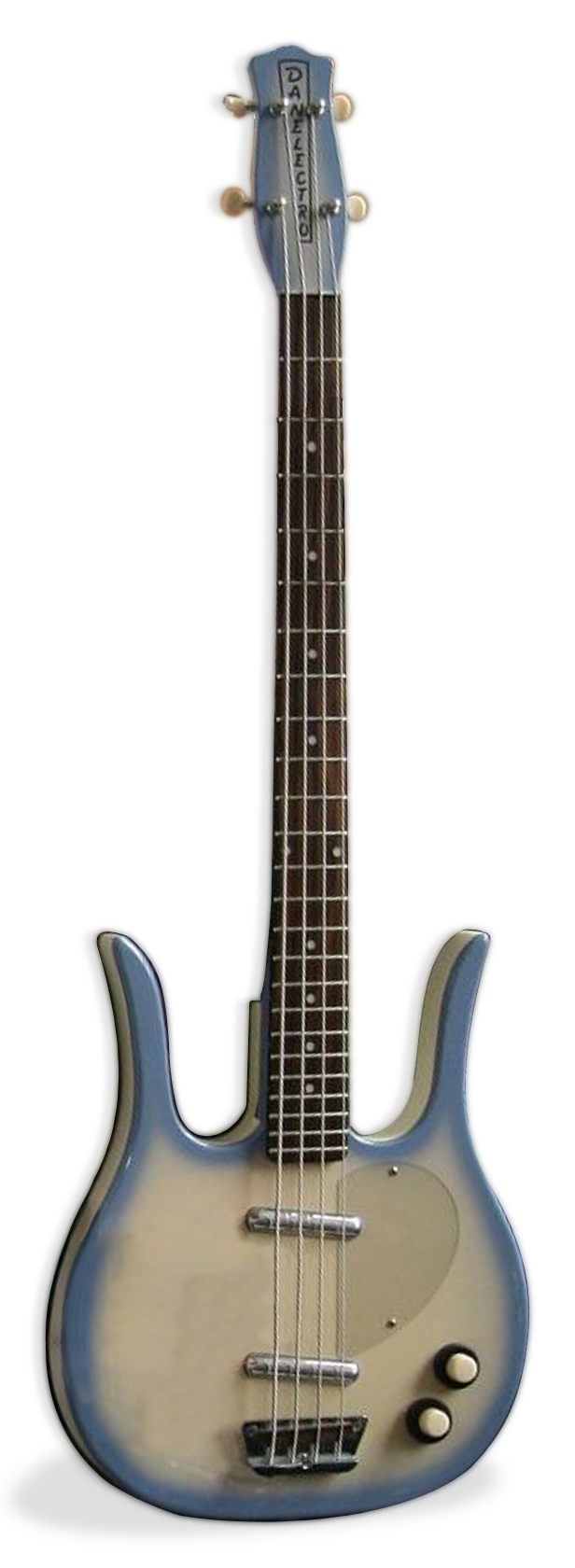
Danelectro Longhorn E-Bass

Danelectro ist ein US-amerikanischer Hersteller von Musikinstrumenten und Zubehör, der sich auf E-Gitarren, E-Bässe, Gitarrenverstärker und Effektgeräte spezialisiert hat.
Die Firma Danelectro wurde im Jahr 1947 von Nathan Daniel gegründet. In den späten 1940er-Jahren stellte das Unternehmen Instrumentenverstärker im Auftrag der Versandhäuser Sears und Montgomery Ward her. 1954 begann Danelectro damit, selbst Gitarren und Bässe zu bauen. Die Gitarren wurden durch ihren elektromagnetischen Lipstick-tube-Tonabnehmer bekannt: Um den Preis so niedrig wie möglich zu halten, hatte Danelectro große Bestände an Lippenstift-Hülsen aus einer Überproduktion aufgekauft, in die die Firma ihre Tonabnehmer einbaute. So kam es zu charakteristischem Namen und Aussehen dieser Tonabnehmer. Die Korpusse der Gitarren sind hohl und bestanden damals wie heute aus einem Holzrahmen, der mit Masonit, einer Faserplatte, aus der auch Boote hergestellt wurden, verkleidet ist.
Im Jahr 1956 stellte Danelectro als erster Hersteller einen sechssaitigen E-Bass vor, das Modell UB-2, der von anderen Unternehmen wie Fender (Modell Fender VI) kopiert wurde. Dieses Instrument konnte sich jedoch auf dem Markt nicht durchsetzen. 1966 wurde Danelectro durch den Unterhaltungskonzern MCA aufgekauft. Auf Initiative von MCA erfolgte ein Jahr später die Einführung der Produktlinie Coral, die aus Halbresonanz-Gitarren und elektrischen Sitars bestand. 1969 kam es zur Schließung der Fabrik.
1995 kaufte der US-Importeur The Evets Corporation den Markennamen Danelectro und vermarktete Nachbauten alter Silvertone- und Danelectro-Gitarren sowie neu entworfene Effektpedale und kleine Verstärker, die in China und Südkorea hergestellt wurden. Nach einem zwischenzeitlichen Aus gibt es mittlerweile im Danelectro-Sortiment wieder verschiedene Gitarrennachbauten eigener früherer Modelle mit zum Teil außergewöhnlichen Designs sowie ein großes Angebot verschiedener Effektgeräte für E-Gitarren.
Den Vertrieb von Danelectro-Musikinstrumenten in Deutschland hat im Jahr 2013 das Unternehmen Mitanis Sound Distribution übernommen. Eine der berühmtesten Studiomusikerinnen mit Danelectro-Bass war Carol Kaye.  Jimmy Page (Led Zeppelin) spielt ein Modell 3021 unter anderem auf dem Album Physical Graffiti (1975).